# Walh
Walh (au pluriel Walha) de *walhos ou *walχaz (en proto-germanique) est un nom germanique désignant une personne parlant une langue non germanique, principalement celtique et par extension une langue latine ou romane.
Considéré à tort comme signifiant « étranger », il a une portée linguistique et non ethnique ou géographique comme l'a démontré J. R. R. Tolkien dans son article L'Anglais et le Gallois :

« De toute évidence, le mot walh, wealh, que les Anglais ont apporté avec eux, était une appellation germanique courante pour désigner l'individu de parler celte, comme nous devrions l'appeler. Mais dans toutes les langues germaniques attestées où il apparaît, il s'appliquait également à ceux qui parlaient latin. Comme on le suppose habituellement, cela peut tenir au fait que le latin a fini par occuper la plupart des zones de parler celte connues des peuples germaniques. Mais, selon moi, c'est aussi en partie un jugement linguistique qui reflète cette ressemblance même entre le latin et le gallo-brittonique que j'ai déjà mentionnée. Personne n'aurait eu l'idée d'appeler un Goth un walh, fût-il établi de longue date en Italie ou en Gaule. Bien que le mot « étranger » soit souvent donné comme traduction première de wealh dans les dictionnaires d'anglo-saxon, celui-ci est trompeur : ce mot ne s'appliquait pas aux étrangers de langue germanique, ni à ceux de langues différentes — Lapons, Finlandais, Estoniens, Lituaniens, Slaves, ni Huns, avec lesquels les peuples de langue germanique étaient entrés en contact dans les premiers temps. Mais emprunté en vieux slave sous la forme vlachǔ, il s'appliquait aux Roumains. Par conséquent, c'était au fond un mot qui avait son importance linguistique et qui, en lui-même, impliquait chez ceux qui l'utilisaient plus de curiosité et de discernement que la simple ineptie du grec barbaros. »

— J. R. R. Tolkien, L'Anglais et le Gallois
Le mot serait un très ancien emprunt lexical venant du nom de tribus celtiques, les Volques et les Allobroges, avec laquelle les Germains auraient eu des contacts prolongés. Il daterait du IVe siècle av. J.-C. dès lors qu'il met en évidence la première mutation consonantique (k → h) et le changement vocalique dans le proto-germanique (o → a). Ce terme a donné naissance à de nombreux noms propres, puis géographiques, dans différentes langues.

## Descendance linguistique
Le terme Walh du Proto-germanique se retrouve dans les langues qui lui ont succédé, et a été adopté dans d'autres langues, principalement slaves, avec des rétrécissements sémantiques progressifs.

### Branche nordique

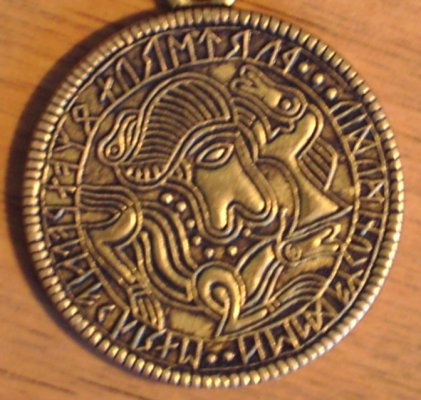
Bractéate de Tjurkö

La présence de Walh/Walha dans le nordique est attestée dès le proto-norrois sur des pièces de monnaie. Des bractéates de Tjurkö portent l'inscription en vieux Futhark walhakurne qui signifie «couronne romaine», les bracteates sont censés avoir été des copies recto des pièces de monnaie romaines pour ensuite être utilisés en bijoux.
Walh se transforme dans le vieux norrois en Valir ou Vælir pour désigner les Romains et les Celtes et Valland leur pays. On peut aussi parler des formes adjectives : välsk, velsk en norvégien, vælsk en danois, et välsk en suédois.

### Branche orientale
On retrouve le terme dans le gotique mais aussi dans le burgonde et le lombard. Par l'intermédiaire du gotique, Walh fut adopté dans les langues slaves sous la forme Voloch (en français Valaques), pour désigner notamment les locuteurs des langues romanes orientales et encore aujourd'hui les Roumains, les Aroumains, voire les Italiens (le polonais Wloch). Walh a aussi été emprunté dans d'autres langues : Vlahos en grec, mais aussi Iflak en turc et Vlaq en arabe (vieillis dans ces deux derniers cas) ; le philologue roumain Ilie Gherghel  a comparé les documents historiques du Genesios et de la Souda et en a conclu que le mot “valaque” a été diffusé dans ces langues par les Vikings et les Varègues.

### Branche occidentale

#### Sous-branche méridionale

##### Haut allemand
Le Walh ou Walah du vieux haut allemand (Althochdeutsch) devient Walch en moyen haut allemand et sa forme adjective walesc ou wal(a)hisc devient wälhisch et wel(hi)sch en moyen haut allemand (Mittelhochdeutsch) – par exemple : dans le Roman d'Alexandre de Rodolphe d'Ems – d'où welsch, d'où le substantif die Welschen en allemand moderne pour parler des locuteurs de langue romane.
Un terme géographique est apparu aussi en allemand, Welschland, particulièrement utilisé par les Suisses alémaniques pour la Romandie et par les Alsaciens pour les régions francophones, notamment de la Haute-Bruche, d'Orbey ou du haut du val de Villé. En suisse allemand (Schwytzerdütsch), le Suisse romand est appelé Welsch.
Les germanophones du Haut-Adige en Italie (Tirol du Sud) utilisent Walsche pour parler des Italiens ou des rhéto-romans.

##### Langues franciques
Le terme francique Walha ("étranger", "Gallo-romain"), et sa forme adjective walhisk, est utilisé durant les IIIe – Ve siècles pour qualifier les populations gallo-romaines ; d'ailleurs les termes français Gaule/gaulois sont en fait le résultat de l'interférence du francique Walh- (> *gwalh/gwahl) avec le latin Gallus, ce qui explique que les termes latins Gallia/gallus n'aient pas évolué vers *Gallie/Gaille/Jaille/gal/jal/gau/jau. Avec le temps le sens du terme Walha se restreint de plus en plus : après avoir été utilisé par les Francs pour qualifier les populations de la Gaule romane, il a ensuite désigné les populations non-franques de la Neustrie et de l'Austrasie. À ce moment, le latin médiéval emprunte ce terme francique et le transforme en Wallō (Wallon-), formes adjectives walonicus ou gualonicus, et un dérivé géographique tardif Wallonia. Tout en ayant sa portée sémantique diminuée, le mot francique devient Waal en bas-francique et puis Waals en néerlandais, et du bas-francique passe de nouveau dans le roman avec quelques autres variantes romanes (walois et walesc ; parallèlement le terme thiotisc-/deutisk donna la forme thiois). La forme wallon, et son dérivé géographique Wallonie, continua à exister mais son sens s'est fortement réduit, notamment depuis la création de la Belgique en 1830.

#### Sous-branche anglo-frisonne

##### Langues anglaises
Le sens du terme Walh dans la langue anglaise que l'on retrouve dans les mots Wealh ou Walas et l'adjectif Wielisc en vieil anglais fut très vite restreint aux locuteurs de langue brittonique et latine de la Grande-Bretagne, puis uniquement pour les Britons au fur et à mesure de la disparition du latin dans l'île :

« Son association spéciale par les Anglais avec les Britons étaient un produit de leur invasion de la Bretagne insulaire. Il contenait le jugement linguistique, mais il ne faisait pas la différence entre les locuteurs du latin et ceux du brittonique. Mais avec le déclin du parler latin sur l'île, et la concentration des intérêts anglais en Bretagne insulaire, walh et ses dérivés devinrent synonymes de Brett et brittisc, jusqu'à les remplacer. »

Le sens se restreint encore davantage dès le moyen anglais (Walsch(men)) et dans l'anglais moderne (Welsh) aux habitants du Pays de Galles dont le nom en anglais vient de la même racine : Wales.

##### Langue écossaise
Dans le scots, le mot Welsche ou Welche vient du moyen anglais et est utilisé pour parler des Gallois, car le rétrécissement du champ sémantique s'est déjà opéré.